# François-Joseph Denis
François-Joseph Denis, né à Namur (Belgique) le 31 janvier 1749 et y décédé le 30 novembre 1832, est un sculpteur, architecte et géomètre.

## Biographie
Né à Namur le 31 janvier 1749 et mort dans cette ville le 30 novembre 1832, François-Joseph Denis est le fils de Martin Denis et de Anne-Marie Defoux. 
Ses premiers maîtres et l'endroit où il fait son apprentissage sont inconnus, mais en 1765, il fournit des sculptures pour la chapelle du séminaire de Namur. Entre 1770 et 1776, il étudie l'architecture et le modèle vivant à l'Académie d'Anvers où il décroche le premier prix d'architecture. L'année suivante, il obtient un certificat pour se rendre à Paris. 
Il semble de retour à Namur en 1778 où il restera jusqu'à la fin de sa vie. Il est admis à la bourgeoisie de la ville le 30 juin 1780, peu de temps après son mariage avec Anne-Joséphine Degodinne le 5 de ce mois.
Début 1786, il réussit l'examen de géomètre et est autorisé à exercer cette profession dans tout le comté de Namur.
En 1789, il postule, parmi cinq autres candidats dont son frère Antoine-Joseph, menuisier, pour obtenir la charge d'inspecteur des travaux de la ville, mais n'est pas retenu.
En avril 1793, les archives le mentionnent comme expert assermenté et un peu plus tard comme inspecteur de la ville. Fonction qu'il conserve pendant la période française, mais dont il démissionne en septembre 1795 n'ayant plus été payé depuis sept mois.

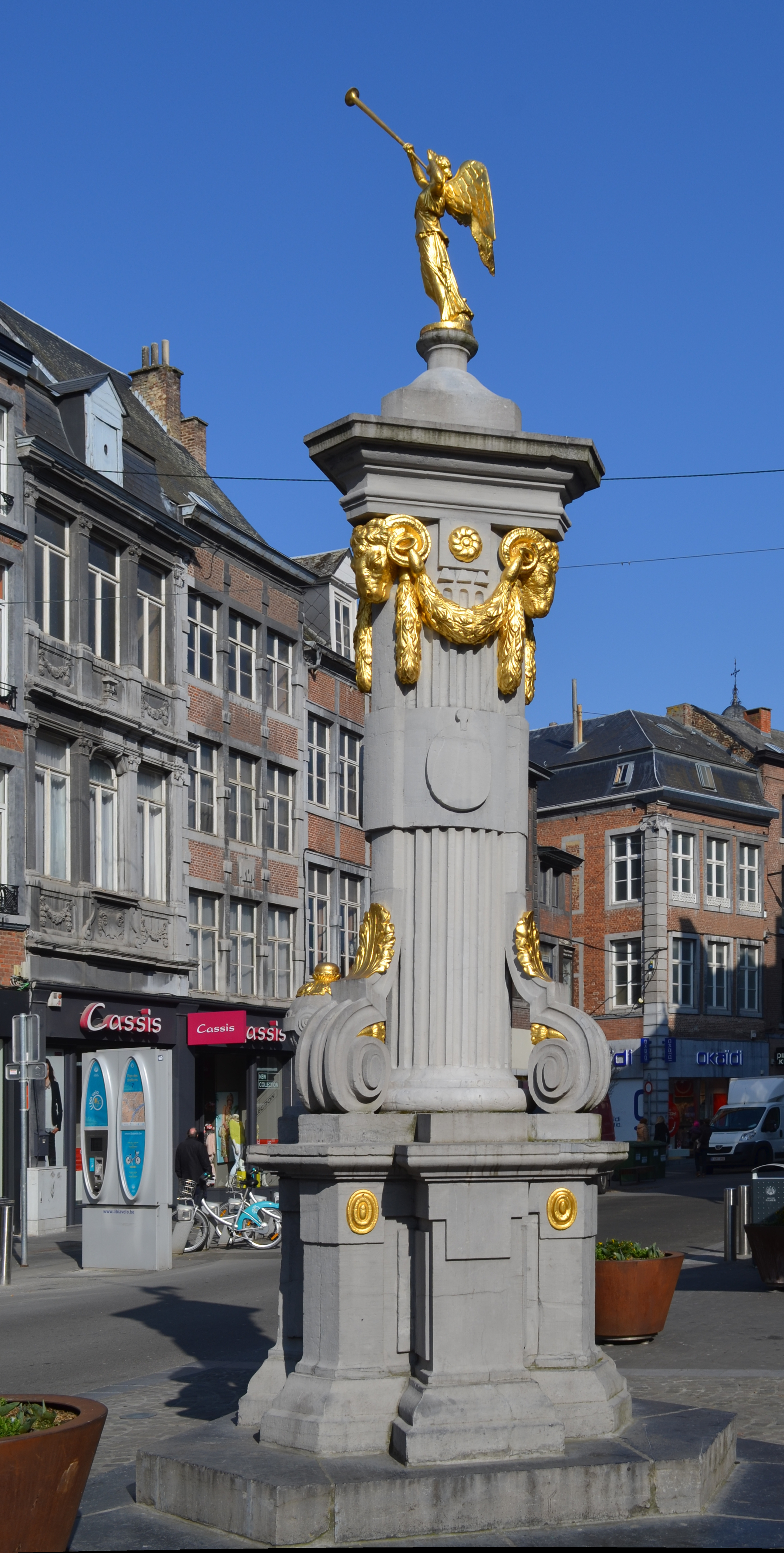
Namur, pompe de l'Ange, œuvre de 1791.

## Œuvres
- la chaire de vérité de l'église Saint-Jacques (1779) de Namur.
- la chaire de vérité de la collégiale Sainte-Begge, à Andenne (1779).
- le buste de Jacques-Joseph de Stassart, président du Conseil provincial (1788), qui est conservé au Musée de Groesbeeck de Croix (Namur).
- la Pompe de l'Ange, monument et statue de l'ange, se trouvant sur la place de l'Ange, à Namur (1791)

- (comme géomètre) un grand plan de Namur (entre 1792 et 1812). L'original disparut dans l'incendie de l'hôtel de ville de Namur en 1914.